# Байжанов, Жаяу Муса
Жаяу Муса Байжанулы (18 октября 1835 — 31 июля 1929) — казахский акын, народный композитор, певец.

## Биография
Казах из рода Айдабол племени Среднего жуза Аргын. Прямой потомок родного брата Олжабай-батыра. Шежире (родословная): Айдабол — Малғозы — Толыбай — Орман — Төбет — Байжан — Жаяу Мұса.
Родился в 1835 году близ озера Жасыбай, в Баянаульском районе Павлодарской области Казахстана. Имя отца было Байжан, а мать звали Нагжан, отец Жаяу Мусы Байжан был бедняком. Происходит из подрода Айдабол рода Суйиндык племени Аргын Среднего жуза. Мальчик рано испытал тяготы сиротства, оставшись в детстве без матери. После смерти первой жены Байжан взял себе в токал скандальную и сварливую девушку по имени Балжан, которая постоянно при малейшей оплошности избивала и ругала маленького Муса. Видя и зная все это, в судьбе Мусы принял участие старший брат отца мулла Тайжан и его жена Сатбала, которые не имели своих детей. Они по мере возможностей дали ему свое воспитание. С 7-ми лет Муса был отдан на учение мулле, у которого он познал азы арабской грамоты. В детские годы Муса познакомился с искусством посещавших его родной аул певцов и кюйши, с разновидностями исполнителей школы народной музыки. Сам он также пел и играл на домбре. Потом Муса стал играть и петь на домбре.
В 1851 году, приехав в Петропавловск, Муса самостоятельно изучал русский язык. Помимо домбры и кобыза, он осваивал скрипку и сырнай, а также посещал концерты певцов и различных оркестров, что в значительной мере способствовало формированию его музыкально-эстетических взглядов.
Муса дружил с первым казахским ученым, путешественником Ш. Ш. Уалихановым, акыном и композитором Биржан-сал Кожагулулы, создал музыку на стихи И. Алтынсарина «Давайте, дети, учиться», вёл дневниковые записи в стихотворной форме, посвятил песни Абаю Кунанбаеву, назвал сына именем одного из героев Л. Н. Толстого — всё это свидетельствует о том, как глубоко ощущал поэт веяние своего времени, дыхание современности, какой полнокровной творческой жизнью он жил.
В 1854 Жаяу Муса учился в русской школе в городе Омске. В городской библиотеке знакомился с газетами, журналами, издаваемыми в Петербурге, Москве, Казани, Оренбурге, Акмолинске. На страницах этих изданий, наряду с официальными материалами, проводящими в жизнь политику царского правительства, встречал статьи, авторы которых стремились изображать панораму явлений с демократических позиций.

## Творчество
Многоплановоe и идейноe содержание песен и стихов Жаяу Мусы, в творчестве которого критичные наблюдения, гаклии, сатира, пейзажные зарисовки перемежаются с изображением тяжелой женской доли, свободолюбивых устремлений, мотивами неудовлетворенности, значит, место в нём занимают любовная и гражданская лирика, образцы жоктау, басни.
Записал вариант эпоса «Ер Олжабай», повествующего о батыре XVIII века Олжабае из рода Айдабол. Эти рукописи разбросаны по архивам Казанского университета и Института литературы и искусства имени М. О. Ауэзова.

### Произведения
Первое крупное произведение «Қыздарай» («Ох, девушки») Муса создал в Омске. Творчество Жаяу Мусы, композитора и певца, развивалось в тесной связи с традиционным искусством того времени. Образцами, опираясь на которые поэт устремлялся к поискам новых средств выразительности, служили произведения таких современных ему акынов и жыршы, как Токсанбай, Жанак, Тубек, Котеш, Жанабай и др.
Вернувшись из Омска в родные края, Муса активно включился в общественную жизнь. В ту пору им сочинена песня «Ақсиса» («Белый ситец»), в которой воссоздана картина социального неравенства, произвола правящей верхушки, протеста против несправедливости. Мелодия этой песни полностью передает композитор, манеру, творческого почерк Жаяу Мусы.
С царскими карательными отрядами Жаяу Муса побывал в Польше, Литве, участвовал вместе с Шоканом Валихановым в походах генерала Черняева против Кокандского ханства. Потрясённый актами террора, устраиваемыми Черняевым над народом, Жаяу Муса возвратился на родину. Однако, вновь подвергнувшись преследованиям, поэт продолжал бороться, создавая гневные, обличительные песни и стихи. Стремясь рассказать правду о тяжелой жизни народа, беспросветном существовании подневольных, деспотизме власть имущих, он отправился в Петербург. Однако он не нашел сочувствия, но и не был допущен на прием к правительственным лицам; вернувшись домой, он объехал, посещая самые отдаленные его уголки. Некоторое время жил в Казани. На творчество Жаяу Мусы значительное влияние оказала музыка, созданная разными народами, услышанная в различных городах, привнесшая в его произведения танцевальные ритмы, формы марша. В своих песнях он смело использовал не только интонации казахской народной музыки, но и интонации русской крестьянской и городской песни

### Социальное неравенство
«Ақ сиса», «Хау-лау», «Толғау», «Плач телёнка», «Плач узника», «Суюнык», «Шолпан», «Гаухар қыз»

### Лирические песни любящих сердец
«Сурша қыз», «Шолпан», «Cәлем қыздар», «Гаухар кыз».

### Природа родного края
«Баянаул», «Летний день», «Летний том», «Улытау», «Сарын».

### Юмористические песни
«Кулбай», «Девушки Казани».